# Lausitz Velodrom Cottbus

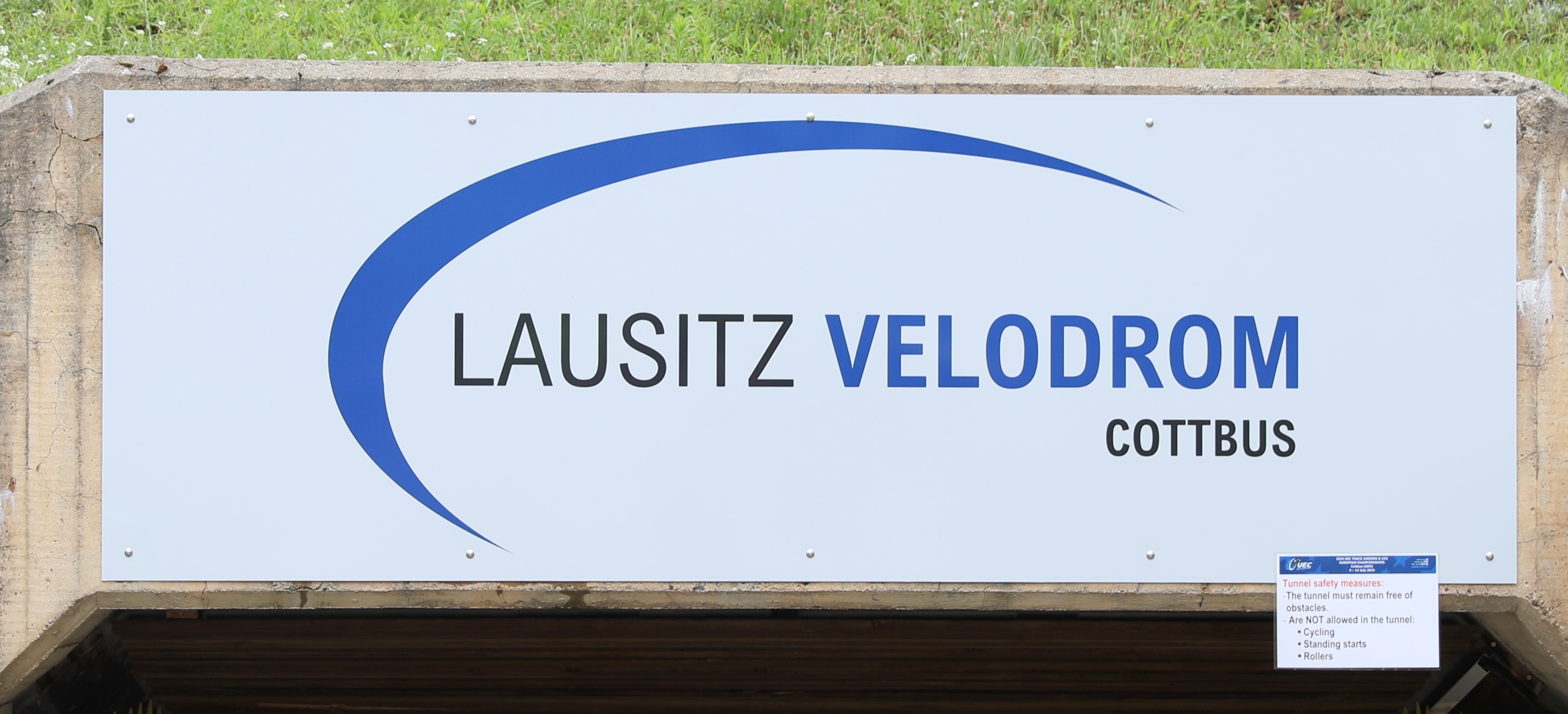
Der Name der Radrennbahn seit Juli 2024

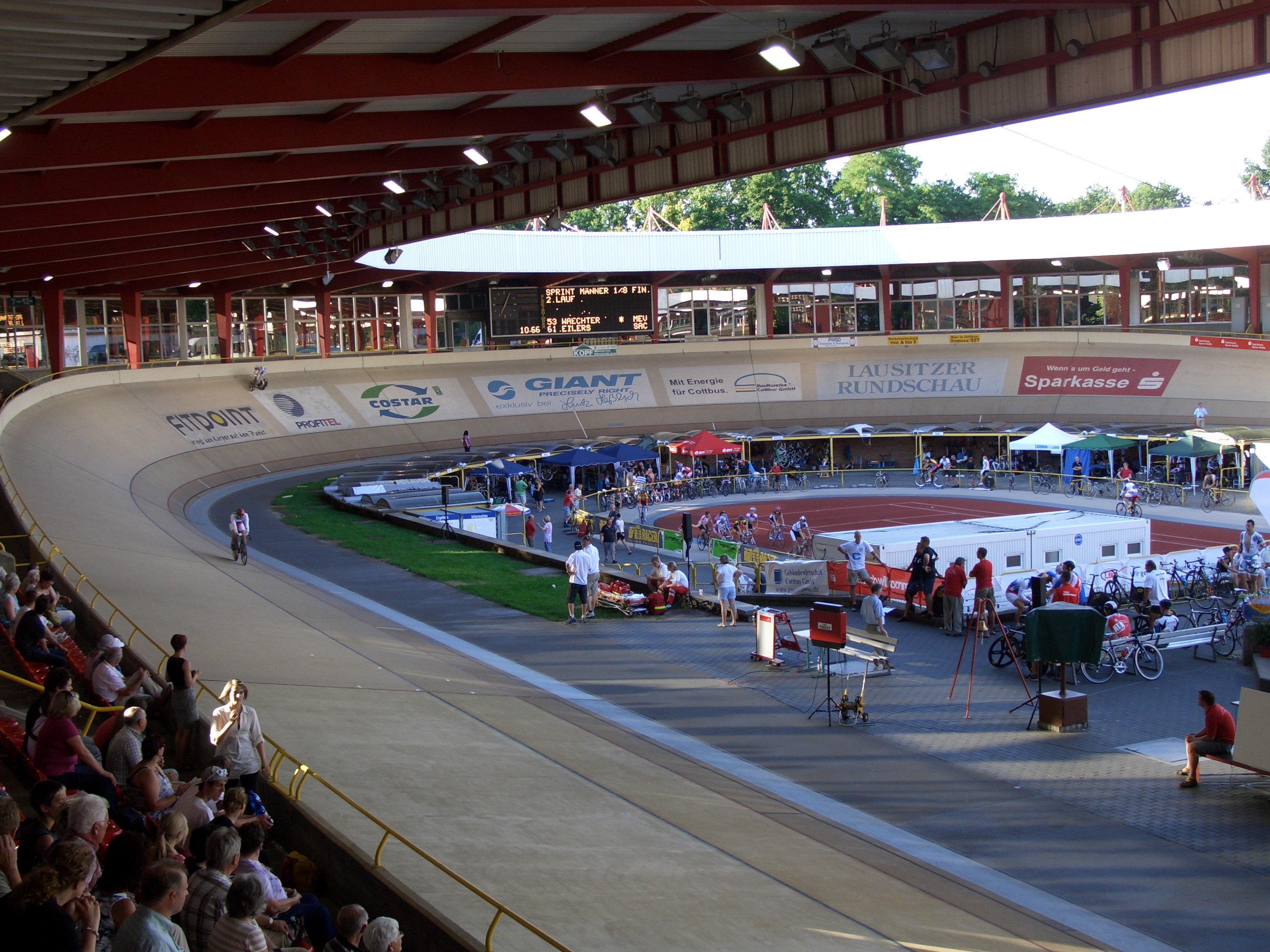
Das Cottbuser Radstadion während der Bahn-DM 2010

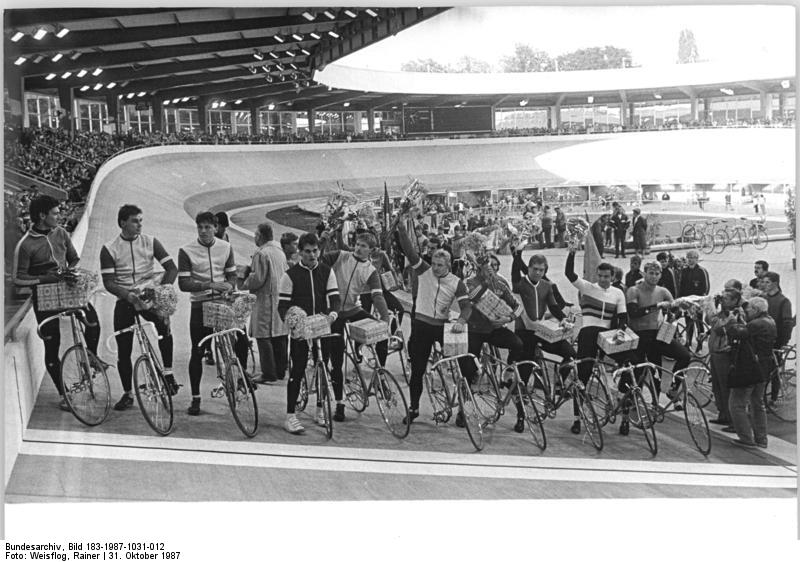
Die Eröffnung im Jahre 1987

Das Lausitz Velodrom Cottbus befindet sich im Stadtteil Spremberger Vorstadt der brandenburgischen Stadt Cottbus. Das Stadion liegt im Sportzentrum Cottbus, das mit weiteren Sportanlagen und einem Sportinternat zum Olympiastützpunkt Brandenburg gehört.
Die Bahn ist 333,33 Meter lang und aus Beton mit einer Kunstharzbeschichtung. Sie ist halboffen, das heißt, Bahn und Zuschauertribünen sind überdacht, nur der Innenraum hat keine Überdachung. Sie wurde am 31. Oktober 1987 in ihrer jetzigen Ausgestaltung nach einer umfassenden Rekonstruktion neu eingeweiht. Das 1952 fertiggestellte Max-Reimann-Stadion verfügte über ein Leichtathletikstadion und eine 400 Meter lange Radrennbahn, auf der in den 1950er und 1960er bis zu 10.000 Zuschauern den Rennen beiwohnten. Höhepunkte waren die alljährlich stattfindenden Rennen um den Oster- und Pfingstpreis. Dieses 400 Meter lange Rondell wurde abgerissen und eine neue Bahn mit einer Länge von 333,33 Meter an gleicher Stelle errichtet. Es verfügt über eine Dachfläche von 8600 Quadratmeter, die von 48 Stahlstützen getragen wird. Fahr- und Zuschauerbereich und eine umfassende Glasfassade dienen als Schutz vor Wind und Regen. Das Fahrerlager ist 1,80 Meter unterhalb der Fahrbahn. Das Radstadion bietet Sitzplätze für rund 1900 und Stehplätze für rund 1300 Zuschauer. Die Bahn ist im Besitz der Stadt.
Fünfmal wurden seit der Wiedereröffnung bisher auf der Bahn deutsche Bahnmeisterschaften ausgetragen, zuletzt 2016. In den Jahren 1995 und 1996 fanden hier Läufe des Bahnrad-Weltcups statt, 2007 Bahn-Europameisterschaften für den Nachwuchs. Jährlich wird vom RSC Cottbus ein international und hochklassig besetztes Sprintturnier, der Große Preis von Deutschland im Sprint, ausgerichtet. Weiterhin werden jährlich seit August 2012 die Cottbuser Nächte im Bahnradsport ausgetragen.
Anlässlich der Austragung der Bahnradsport-Europameisterschaften der Junioren/U23 2024 erhielt die Sportstätte, die bisher „Cottbuser Radstadion“ hieß, den neuen Namen „Lausitz Velodrom Cottbus.“ Für die Titelkämpfe wurde das Stadion in Teilen modernisiert. Unter anderem wurde eine 11 × 3 Meter große Videowand installiert, und die Sicherheitsvorkehrungen auf der Piste wurden verbessert.